# Schloss (Waffe)
Das Schloss ist der Mechanismus zur Anzündung der Treibladung einer Feuerwaffe.
Das Schloss ist nicht zu verwechseln mit dem Verschluss. Der Verschluss dient als Abschluss des Waffenrohres nach hinten. Er kann Teile der Zündmechanik enthalten.
Die ersten Feuerwaffen wurden gezündet, indem der Schütze mit einer Hand eine brennende Lunte oder ein brennendes Holzstück an das Zündloch hielt. Im Laufe der Zeit entwickelten sich Mechanismen, um den Vorgang einfacher und zuverlässiger zu machen.
- Luntenschloss (15.–17. Jahrhundert): Ein Hebel bewegt die brennende Lunte an das Zündloch.
- Radschloss (16.–17. Jahrhundert): Ein Reibrad und Schwefelkies erzeugen Funken.
- Steinschloss (17.–19. Jahrhundert): Ein Feuerstein schlägt auf Metall und erzeugt Funken.
- Perkussionsschloss (19.–20. Jahrhundert): Ein Hahn schlägt auf ein schlagempfindliches Anzündhütchen.
- Moderne Feuerwaffen basieren immer noch auf dem Prinzip des Perkussionsschlosses; das Zündmittel ist allerdings in der Patrone bereits enthalten. Als zusätzliche Sicherheitseinrichtung existieren für moderne Repetierbüchsen unterschiedliche Modelle von Sicherheitsspannschlössern.

Der Ort, an dem sich das Schloss in der Waffe befindet, wandelte sich mir der Zeit. Bei den historischen Schlössern dominierte die Bauform als Seitenschloss, hierbei liegen der Hahn und die Schlagfeder neben der Pulverkammer bzw. dem Waffenrohr. Bei modernen Waffen ist die Schlageinrichtung, als Rückschloss, hinter das Waffenrohr verlagert. Seitenschlösser finden nur noch bei Jagdwaffen Anwendung.
Bei heutigen Jagdwaffen mit abkippbaren Läufen sind die bekanntesten Schlosskonstruktionen:
- Blitzschloss: Alle Schlossteile sind auf einem horizontal liegenden Schlossblech montiert. Es kann dadurch leicht aus der Waffe herausgenommen werden und findet hauptsächlich in kombinierten Waffen wie z. B. Drillingen Verwendung.
- Seitenschloss oder Seitenblechschloss: Alle Schlossteile sind auf einem vertikal liegenden Schlossblech montiert. Es kann dadurch leicht aus der Waffe herausgenommen werden und findet hauptsächlich in Doppelflinten, Doppelbüchsen, Bockbüchsflinten und Drillingen Verwendung.
- Kastenschloss (auch System Anson & Deeley genannt): Alle Schlossteile sind überwiegend im Verschlusskasten (Basküle) untergebracht, dadurch besitzt es eine sehr kompakte Bauform. Es findet hauptsächlich in Doppelflinten, Doppelbüchsen und Bockbüchsflinten Verwendung.
- Einschlosshandspannsysteme: Spannt die Schlosse beim Abknicken der Läufe, sofern auch der Spannschieber vorgeschoben ist. Dadurch ist eine schnelle Schussfolge möglich. Sie finden hauptsächlich in Bockbüchsflinten und Bergstutzen Verwendung.
- Zweischlosshandspannsysteme (z. B. System Krieghoff Zweischloss-Kombihandspanner): Spannt die Schlosse beim Abknicken der Läufe, sofern auch der Spannschieber vorgeschoben ist. Dadurch ist eine schnelle Schussfolge möglich. Sie finden hauptsächlich in Bockbüchsflinten, Bockbüchsen, Doppelbüchsen, Drillingen und Bergstutzen Verwendung.

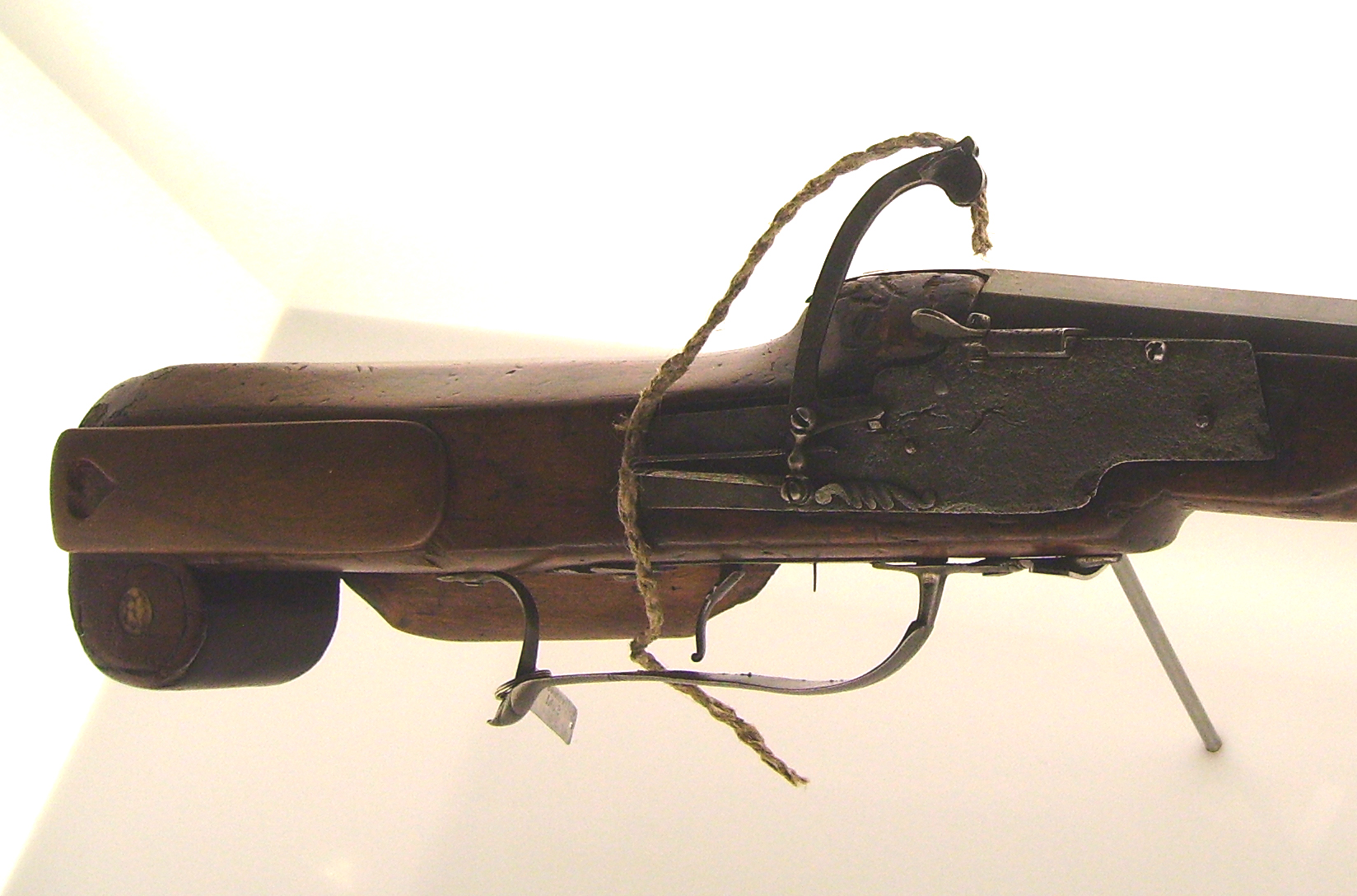
Luntenschloss
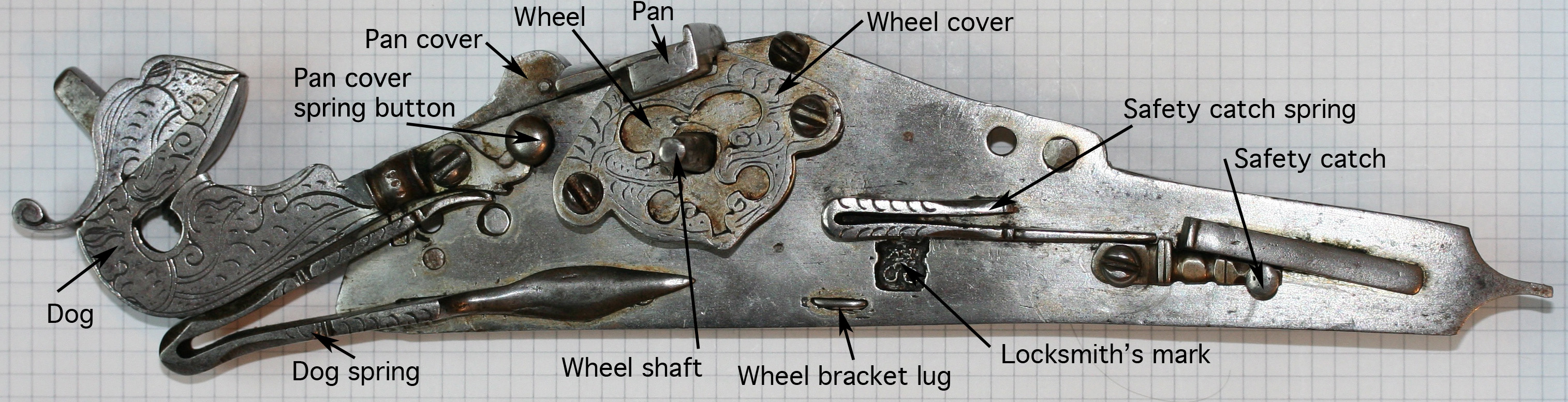
Radschloss
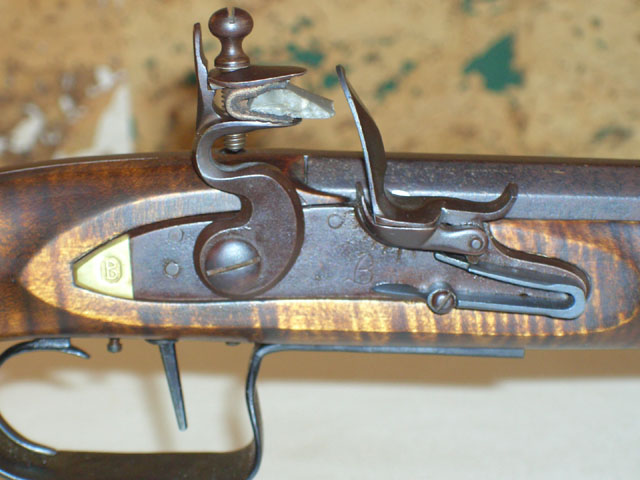
Steinschloss
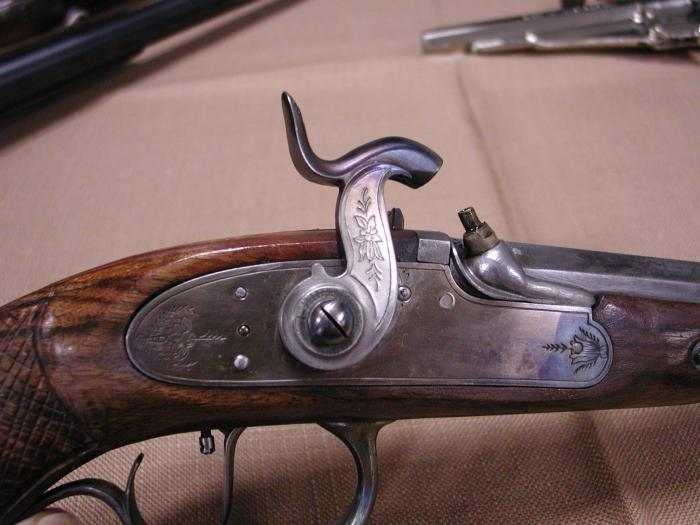
Perkussionsschloss
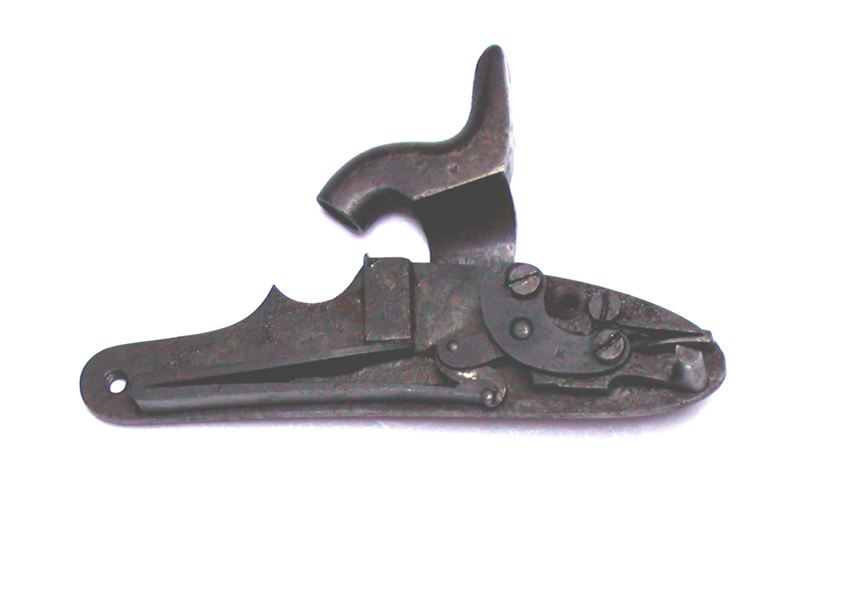
Perkussionsschloss, Innenansicht
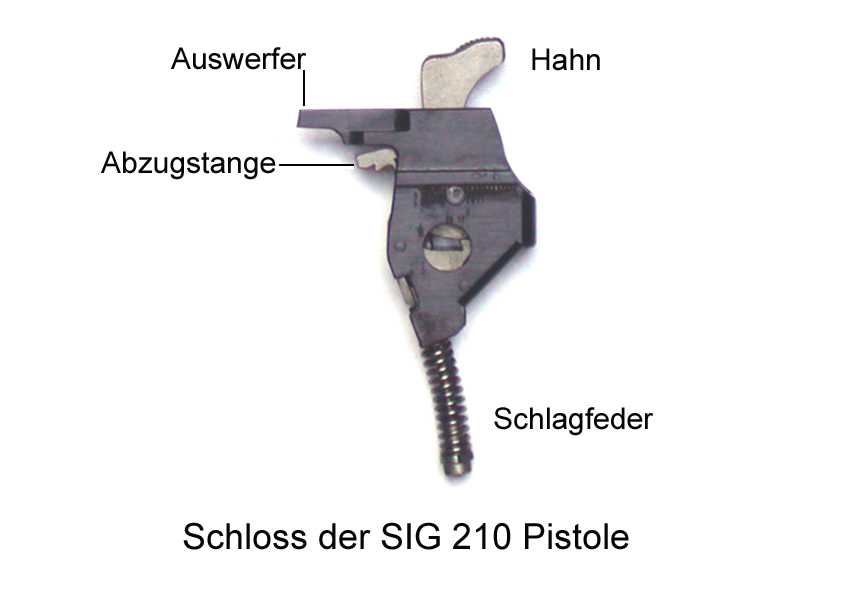
Schlösschen der SIG-P210-Pistole
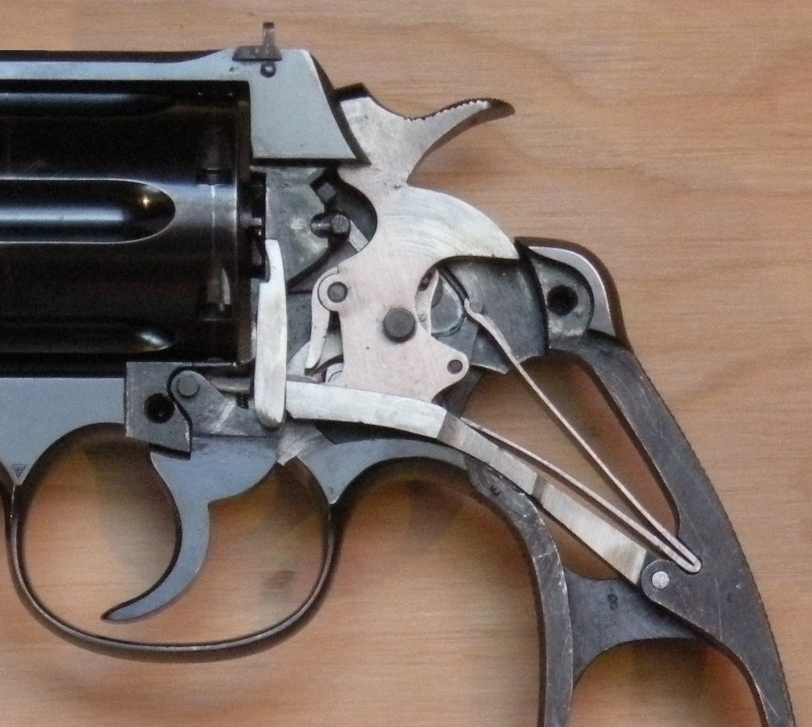
Double-Action-Schloss eines New-Service-Revolvers
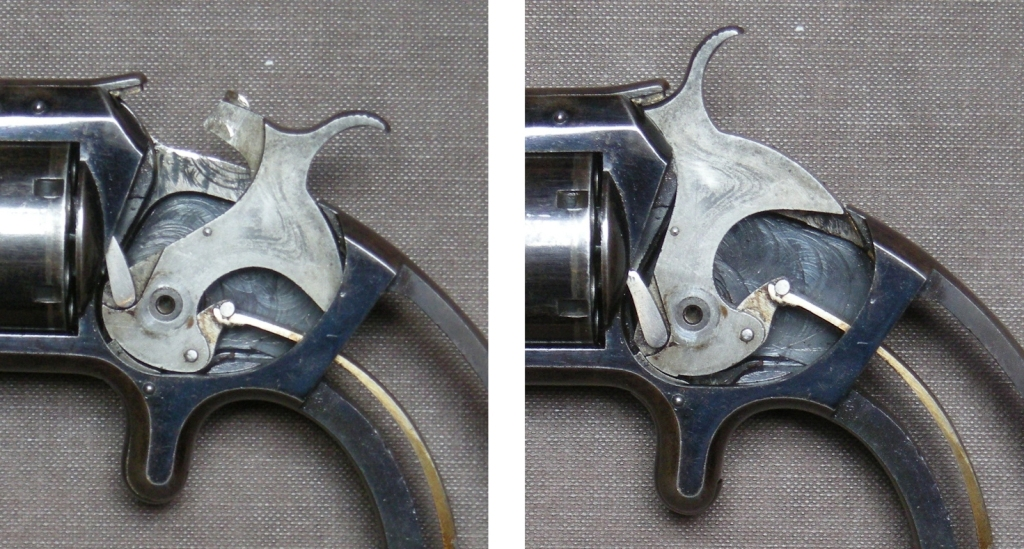
Schloss des Smith & Wesson No.-2-Army-Revolvers
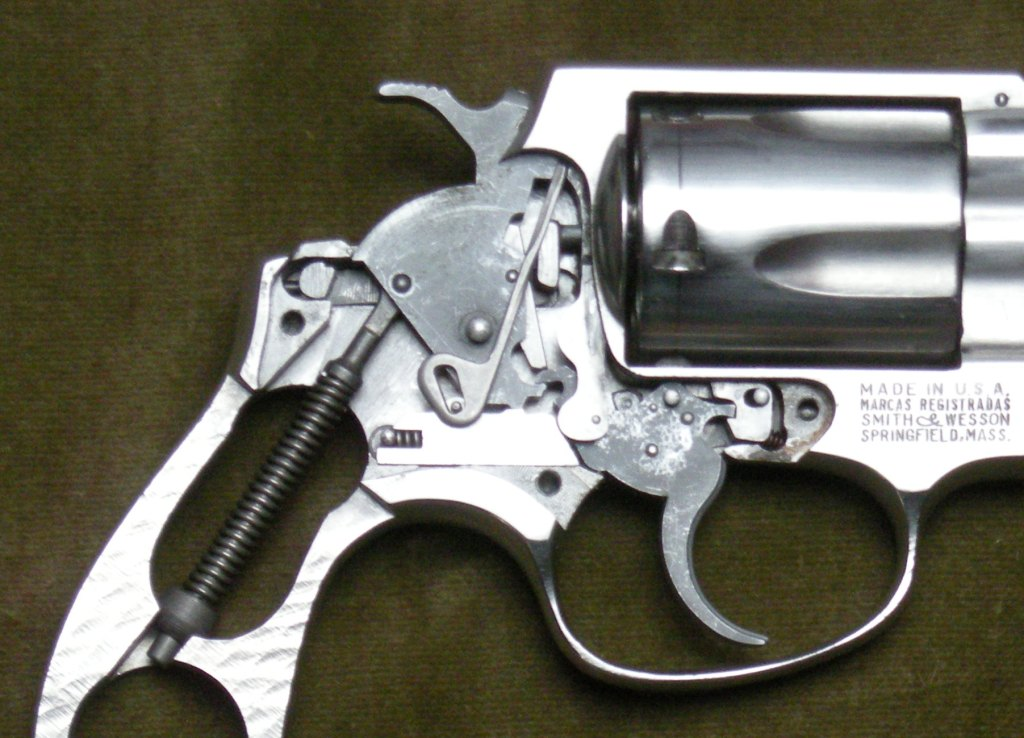
Smith & Wesson Double-Action-Schloss